# Norops chrysolepis
Norops chrysolepis este o specie de șopârle din genul Norops, familia Polychrotidae, descrisă de Auguste Henri André Duméril și Bibron 1837. Conform Catalogue of Life specia Norops chrysolepis nu are subspecii cunoscute.